# Bell V-280 Valor
Bell V-280 Valor je dvomotorni zrakoplov z nagibnim rotorjem  - tiltrotor, ki ga razvijata Bell Helicopter in Lockheed Martin.  V-280 je del programa Future Vertical Lift (FVL), v katerem več podjetij razvija naslednika zrakoplova Bell Boeing V-22 Osprey. Do zdaj je bil izdelan en prototip, ki je prvič poletel konec leta 2017.
V-280 naj bi imel največjo hitrost 300 vozlov (350 mph; 560 km/h), potovalno hitrost pa 280 vozlov (320 mph; 520 km/h). Doseg naj bi znašal 3900 kilometrov. Največja vzletna teža naj bi bila okrog 14 ton. Lahko bo prevažal 11 vojakov ali 4500 kg tovora. Za razliko od V-22, pri katerem se skupaj nagibata rotor in motor, se pri V-280 nagiba samo rotor. Rotorja sta povezana z gredjo, tako lahko v primeru odpovedi motorja preostali motor poganja oba rotorja. V-280 bi imel uvlačljivo pristajalno podvozje.
Glavni Valorjev tekmec v programu FVL je SB-1 Defiant, ki ga razvijata Sikorsky in Boeing.